# Aphelocephala pectoralis
Aphelocephala pectoralis là một loài chim trong họ Acanthizidae.

## Hình ảnh

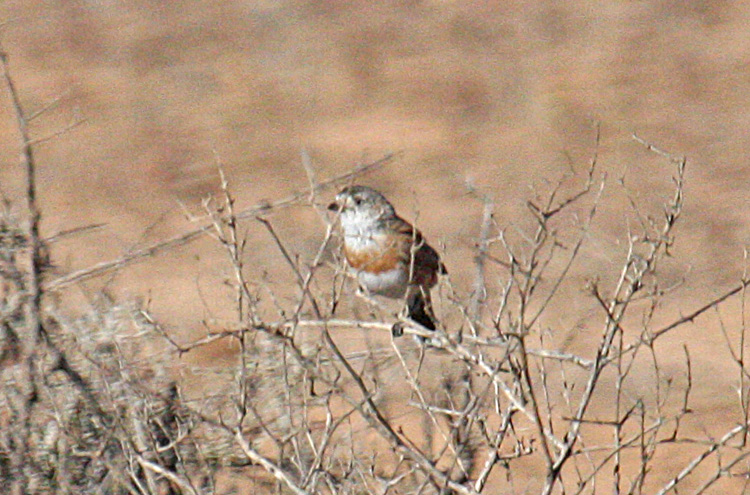
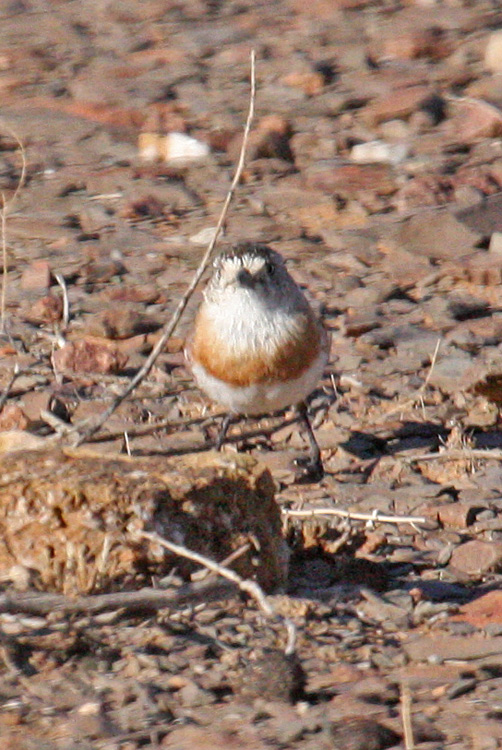